# Croatia Open 2000
Croatia Open 2000 — тенісний турнір, що проходив на ґрунтових кортах у місті Умаг, Хорватія з 17 липня . Належав до категорії ATP International Series.

## Фінальна частина

### Одиночний розряд
Марсело Ріос —  Маріано Пуерта 7–6(7–1), 4–6, 6–3

### Парний розряд
Алекс Лопес Морон /  Альберт Портас —  Іван Любичич /  Ловро Зовко 6–1, 7–6(7–2)